# Amanita virosa
Amanita virosa (Elias Magnus Fries, 1838 ex Louis-Adolphe Bertillon, 1866), din încrengătura Basidiomycota, familia Amanitaceae și genul Amanita este, împreună cu gemenele ei Amanita verna și Amanita phalloides, una din cele mai otrăvitoare ciuperci cunoscute. Această specie este numită în popor burete tomnatic. Ea coabitează, fiind un simbiont micoriză (formează micorize pe rădăcinile arborilor) și se poate găsi în România, Basarabia și Bucovina de Nord din iunie până în octombrie (uneori noiembrie) în păduri de foioase, precum și de conifere umede, în primul rând sub fagi  și pini, unde pământul este acoperit de mușchi. Ciuperca preferă să crească pe soluri acide.

## Istoric

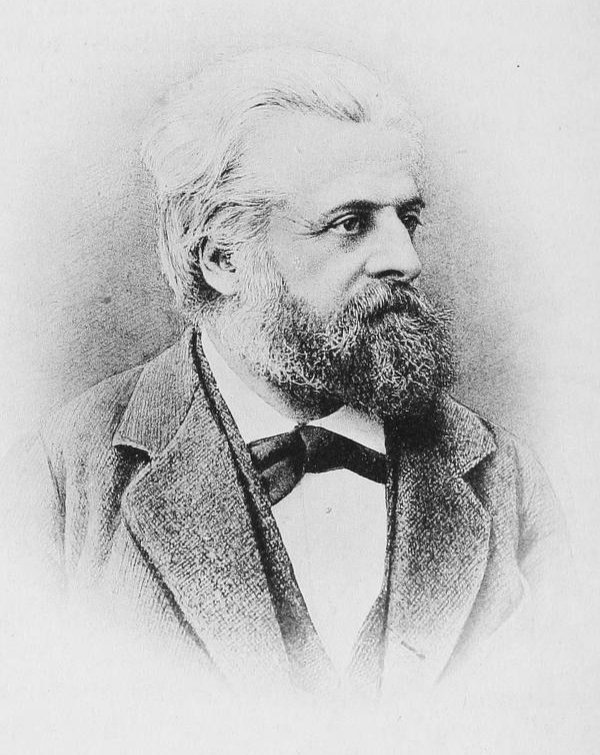
Docteur bertillon

Ordinul Agaricales este s-a diversificat acum foarte mult timp, între 138 și 178 milioane de ani, începând din timpul perioadei geologice în Jurasic spre deosebire de, de exemplu, genul Boletus, care există de între 34 și 44 milioane de ani.
În anul 1809, un burete sub denumirea Agaricus virosus a fost pomenit și desenat pentru prima dată de naturalistul englez James Sowerby (1757-1822) în volumul al treilea al operei sale Coloured figures of English Fungi or mushrooms. Deși fiul lui, James (1815-1834), a descris otrăviri mortale cauzate de ciuperca descrisă de tatăl lui în 1832, trebuie constatat că nici descrierea, nici imaginea lui Sowerby bătrânul nu corespund cu aspectul soiului caracterizat în acest articol, căci specia este în realitate Stropharia semiglobata a lui August Batsch (sinonim: Protostropharia semiglobata).
Astfel, abia tewrmenul determinat (tot Agaricus virosus) de marele savant Elias Magnus Fries în lucrarea sa Epicrisis systematis mycologici, seu synopsis hymenomycetum din 1838 a fost acceptat nume binomial.
Specia a fost transferată de medicul francez Louis-Adolphe Bertillon (1821-1883) corect la genul Amanita sub păstrarea epitetului, de verificat în cartea sa Dictionnaire Encyclopédique de Science Médicales din 1866.
Unii autori au susținut cum că buretele tomnatic nici nu ar fi o specie de sine stătătoare, ci doar o varietate a soiurilor Amanita phalloides (buretele viperei) sau Amanita verna (burete primăvăratic). Printre altele, doar toxicologia diferită într-un punct important dovedește contrariul.

## Descriere

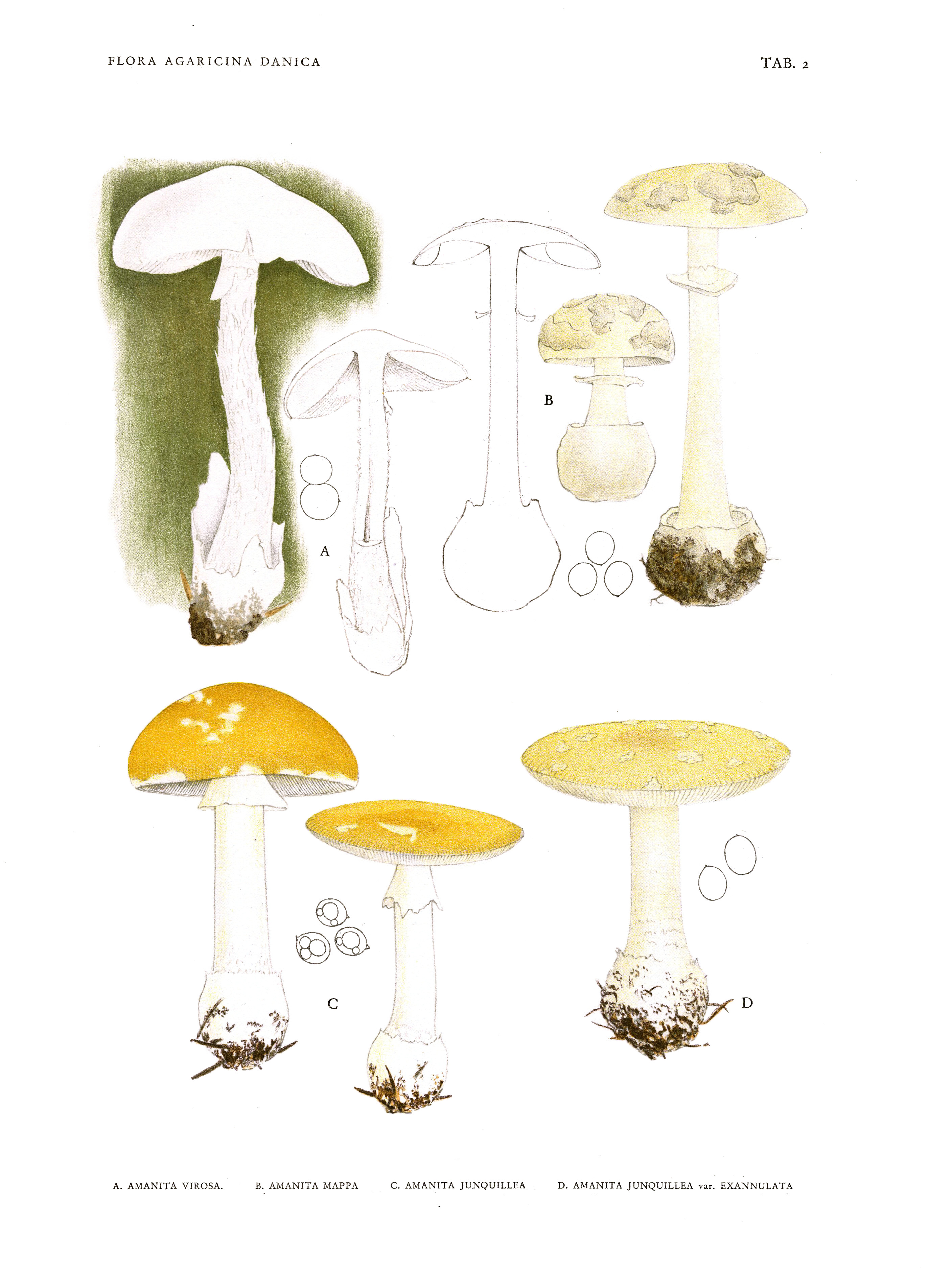
J.E.Lange: A. virosa in comparație

Această specie are un velum universale (văl universal), o membrană subțire care o învelește la începutul evoluției ei, extinzându-se de la vârful pălăriei la capătul inferior al piciorului precum un velum partiale (văl parțial) care acoperă numai părțile purtătoare de spori, astfel încât se întinde de la de marginea pălăriei la capătul superior al tijei. După puțin timp, membranele se rup, lăsând urme de fulgi pe pălărie, un guler în jurul tijei și o rămășiță în formă de săculeț la bază, numită volva (vagin).
- Pălăria: este subțire, de mărime medie pentru ciuperci plin dezvoltate, cu un diametru de aproximativ 4-8 cm și amenajată central peste picior, fiind la început sferică, apoi convexă, menținând până la final forma unui clopot. Cuticula este uscată sau ușor lipicioasă, la margine netedă și mereu ondulată. Pălăria și piciorul sunt ușor separabili. Ciuperca poartă fulgi albi puțin pronunțați (rest al velum universale), care dispar repede după o ploaie. Culoarea ei este albă, la mijloc uneori cu nuanțe brun-roșiatice.
- Lamelele: sunt aglomerate, late, libere (fără contact cu piciorul), albe, intercalate cu numeroase jumătăți de lamele foarte lungi și bulboase. Trama (micologie) lamelelor este bilaterală.
- Piciorul: are o lungime de 8,5-15 cm și o lățime de 0,7-1,8 cm, fiind alb, câteodată slab brumat, acoperit cu numeroși solzi mici de la manșetă în jos, îngroșându-se slab spre la bază și sfârșind într-un bulb înfășurat de o volvă membranoasă. În partea superioară este destul de subțire, îngustându-se în sus. Este la început plin, apoi împăiat, la sfârșit gol pe dinăuntru. După maturarea fructelor, rămâne un inel neted, liber, foarte fragil și adeseori rupt în partea de sus a mijlocului tijei.
- Carnea: este mereu albă, fragedă și moale. Mirosul și gustul sunt neplăcuți de la început. Este complet neindicat de a gusta acestest burete! Chiar și consumat în doze foarte mici este foarte otrăvitor, iar o cantitate de aproximativ 30 g se poate dovedi fatală.
- Caracteristici microscopice: Sporii sunt rotunjori, hialini (translucizi), incolori și amilozi (se colorează cu un reactiv de iod) și măsoară 8-12 x 7-10 microni. Pulberea lor este albă.[4][5].
- Reacții chimice: Carnea și lamelele se colorează în roz deschis cu acid sulfuric, iar carnea și cuticula se îngălbenesc cu hidroxid de potasiu.[14].

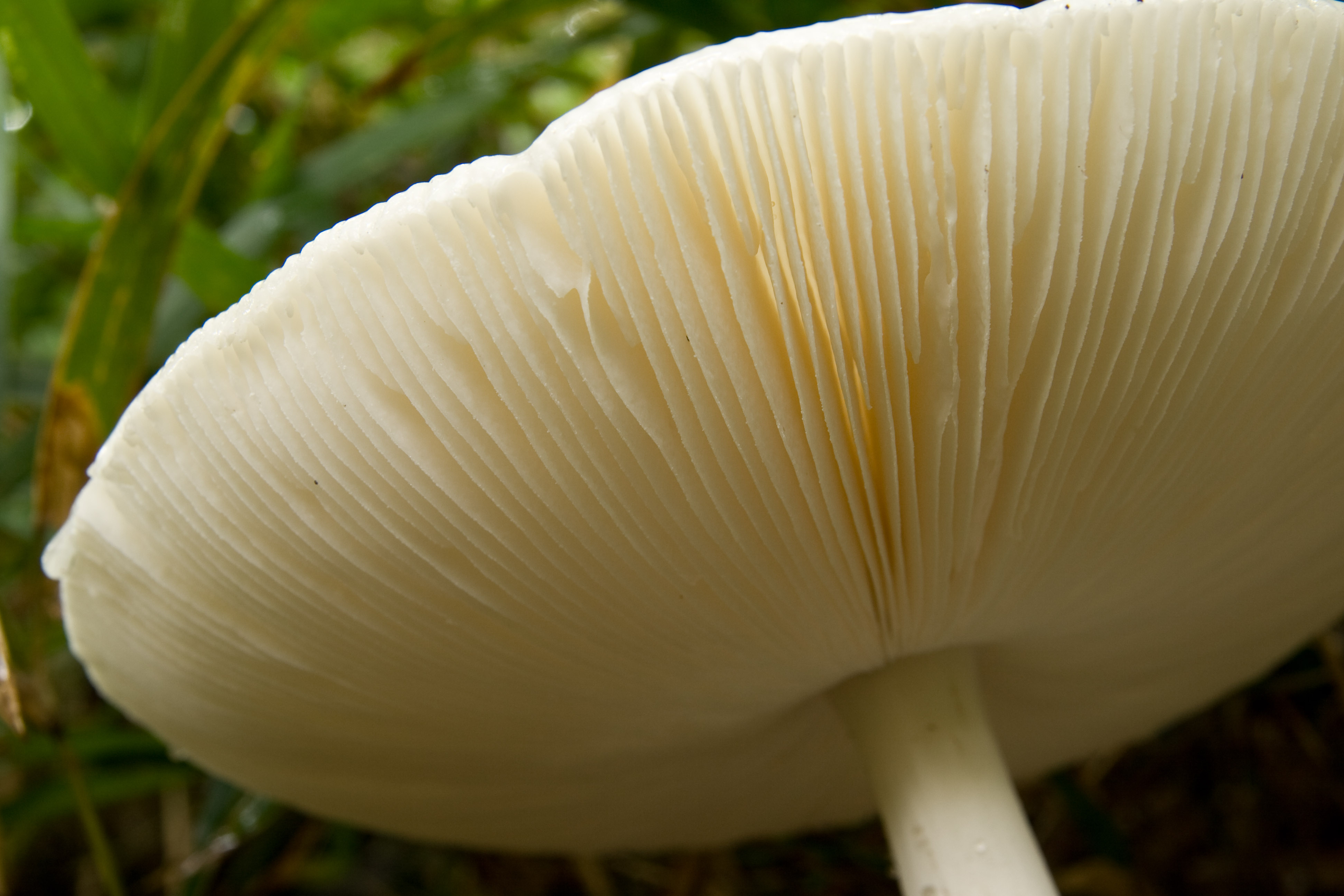
A. virosa, lamele
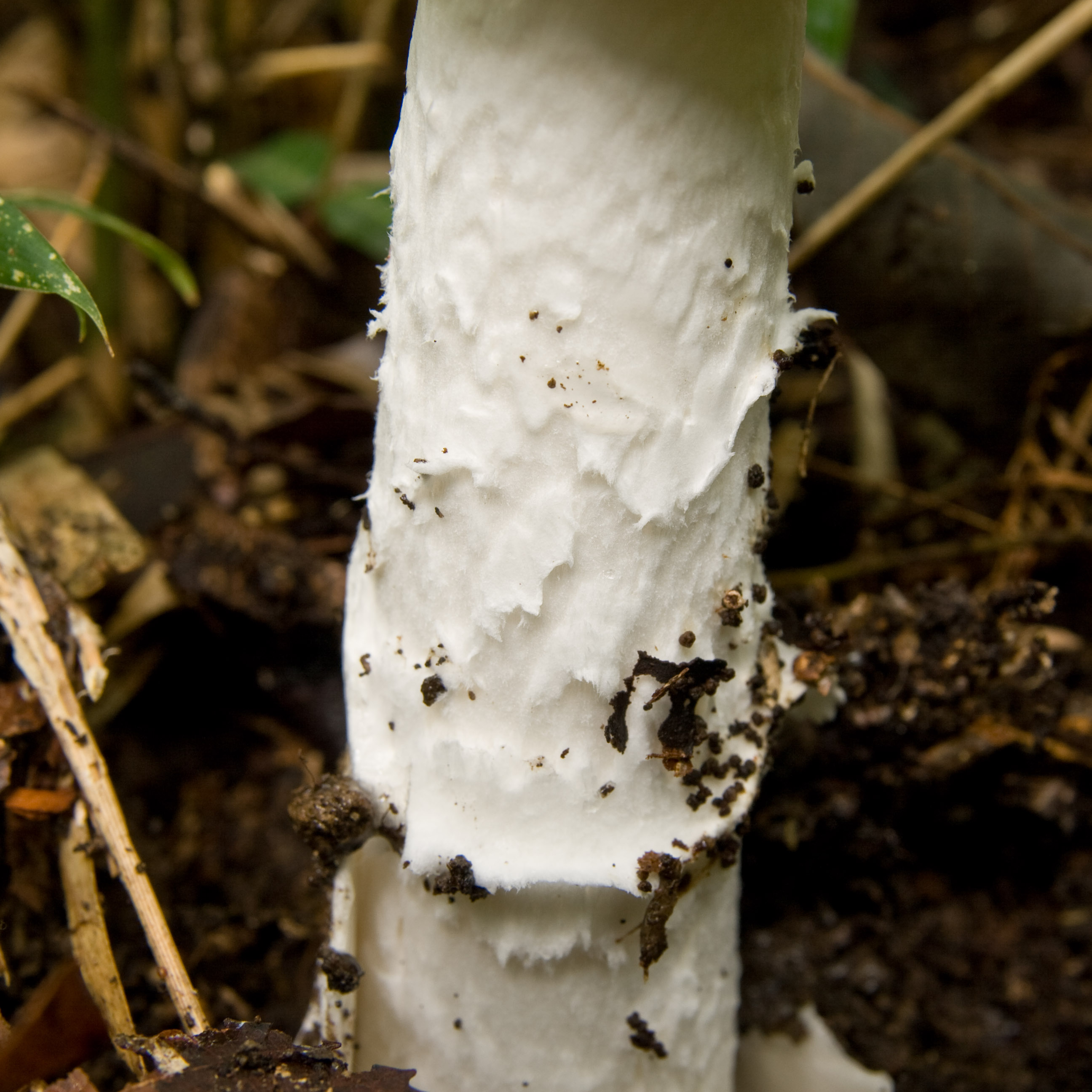
A. virosa, picior
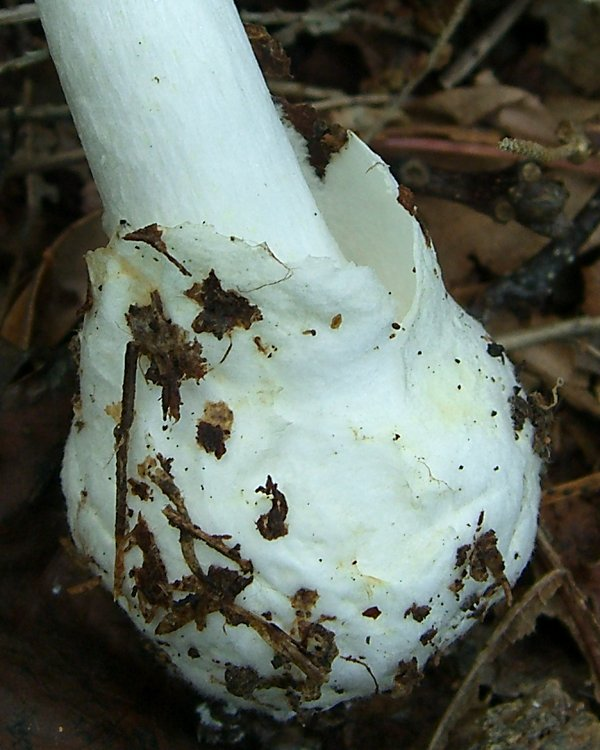
A. virosa, bulb cu volvă
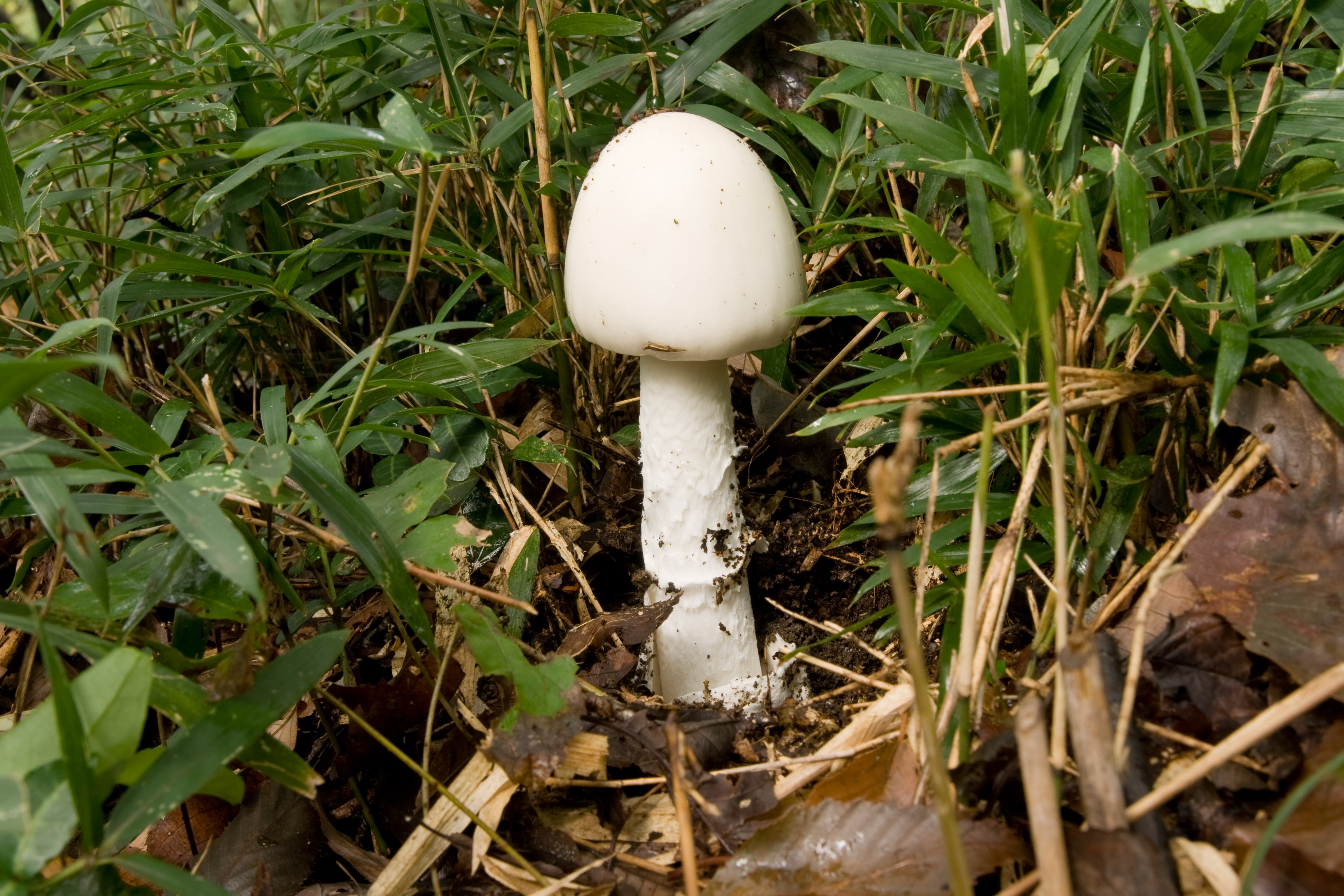
A. virosa tânără
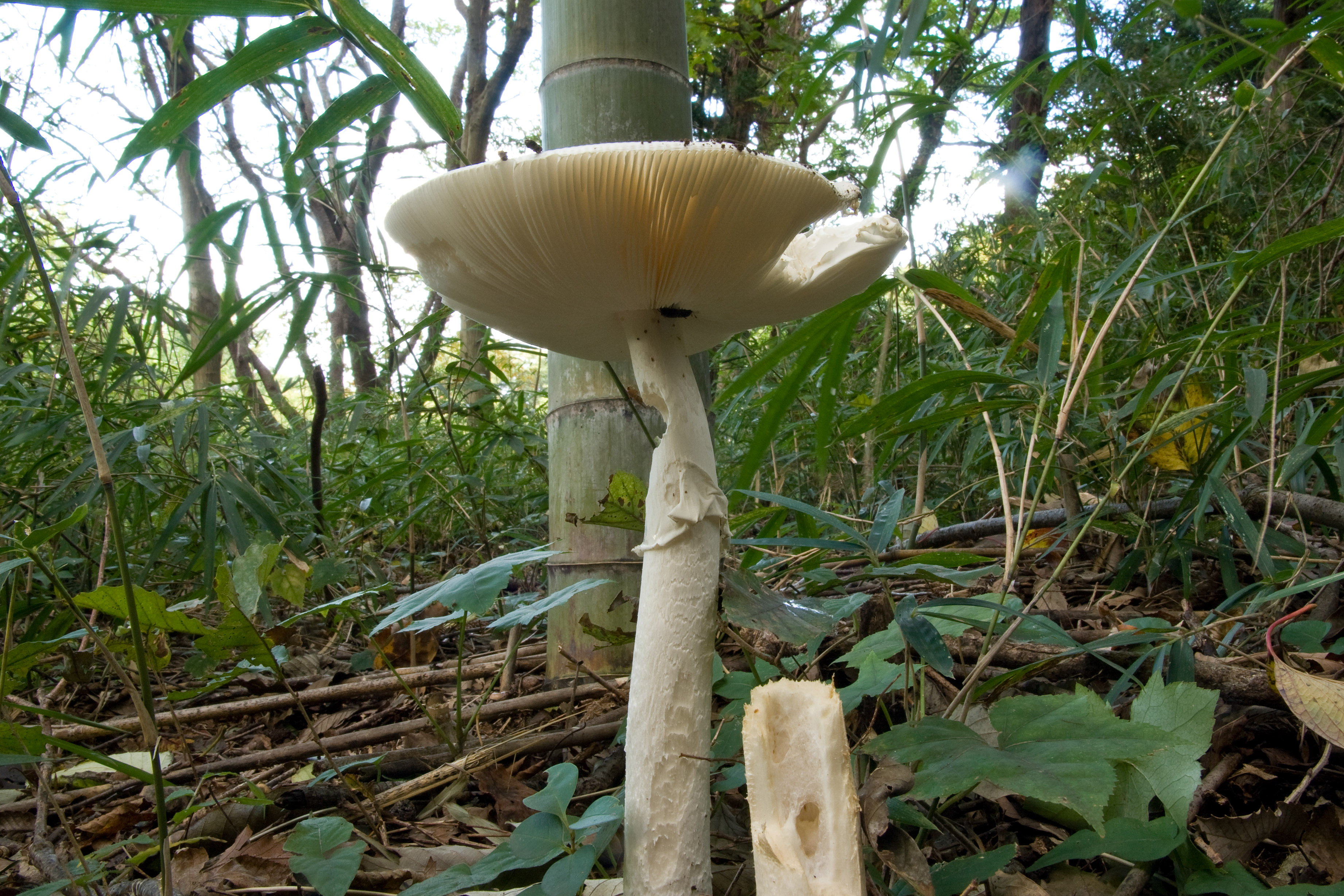
A. virosa bătrână
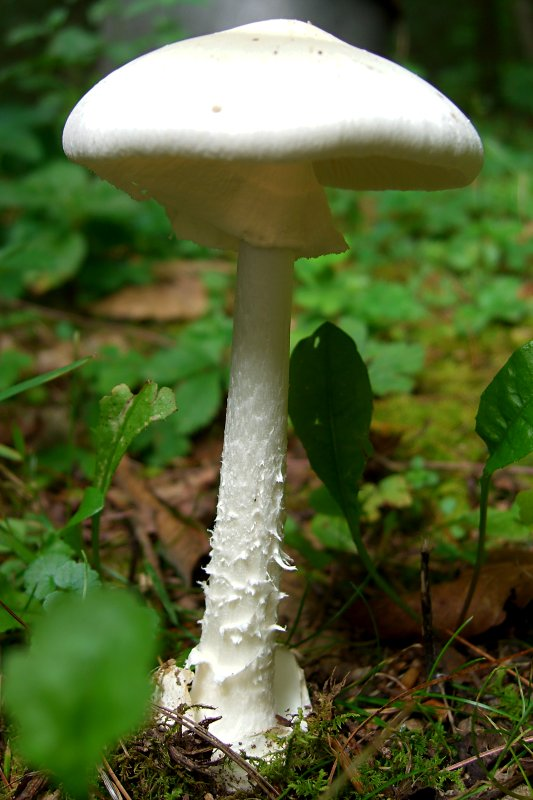
A. virosa, aspect general

## Toxicitate

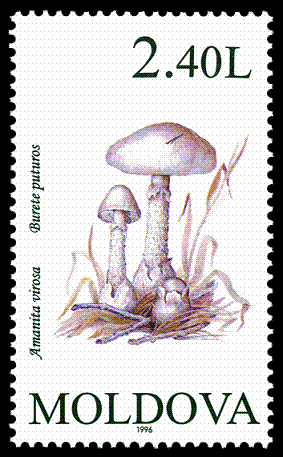
R. Moldova: Amanita virosa

Amanita virosa conține aproximativ zece toxine diferite. Deși are cantități numai mici din otrava non-letală muscarină, conține în schimb cantități foarte mari de alte toxine mult mai periculoase cu efect letal, ca de exemplu faloidine (între ele faloidina, falacidina și falisina), amanitine α, β, γ, δ și ε, aminopectide, virotaxine, care sunt compuse din șapte aminoacizi, peptide ciclice toxice care apar și în „gemenele” ei Amanita phalloides și Amanita verna. În acțiunea lor, ele sunt asemănătoare faloidinei. Aceste trei amanatide menționate anterior conțin în stare proaspătă aproximativ 20–60 de miligrame de falotoxine la 100 de grame masă fungidă. Doza letală de amanitină la om este de 0,1 miligrame pe kilogram de greutate corporală, ceea ce înseamnă că pentru o persoană de 70 kilograme este necesară o cantitate de aproximativ 7 miligrame de toxină. Această cantitate este conținută în mai puțin de 35 de grame de ciuperci proaspete. Un organism ajuns la maturitate poate cântări peste 50 de grame, așadar un singur exemplar consumat va duce la deces prin otrăvire.
În afară de amatoxine și falotoxine, acest burete mai conține și virotoxine. Astfel el poate fi bine distins de celelalte douä specii Amanita.

## Confuzii
Specia Amanita virosa poate fi confundată cu Amanita phalloides, de culoare mai deschisă sau cu Amanita verna, și ele mortal otrăvitoare. Mai departe poate fi confundată cu ciuperci comestibile, ca de exemplu cu Amanita citrina var. alba (restrâns comestibilă), , Amanita eliae, Amanita ovoidea, Amanita strobiliformis, Amanita vaginata  sau Amanita vittadini.
Pentru începători se pot ivi probleme, deoarece aceștia confundă adeseori buretele cu specii comestibile din genul Agaricus, cum sunt Agaricus abruptibulbus, Agaricus aestivalis, Agaricus arvensis, Agaricus campestris, Agaricus radicatus, Agaricus semoticus și Agaricus silvicola.
Culegătorii mai puțin experimentați culeg într-adevăr acest burete otrăvitor în locul celor comestibile din genurile Agaricus și Amanita, dar fac această greșeală și cu alte soiuri savuroase, cum sunt de exemplu Leucoagaricus leucothites sin. Lepiota naucina, Leucoagaricus cretaceus, Volvariella bombycina, Volvariella speciosa sin. Volvariella gloiocephala sau chiar Calocybe gambosa.

## Galerie de imagini

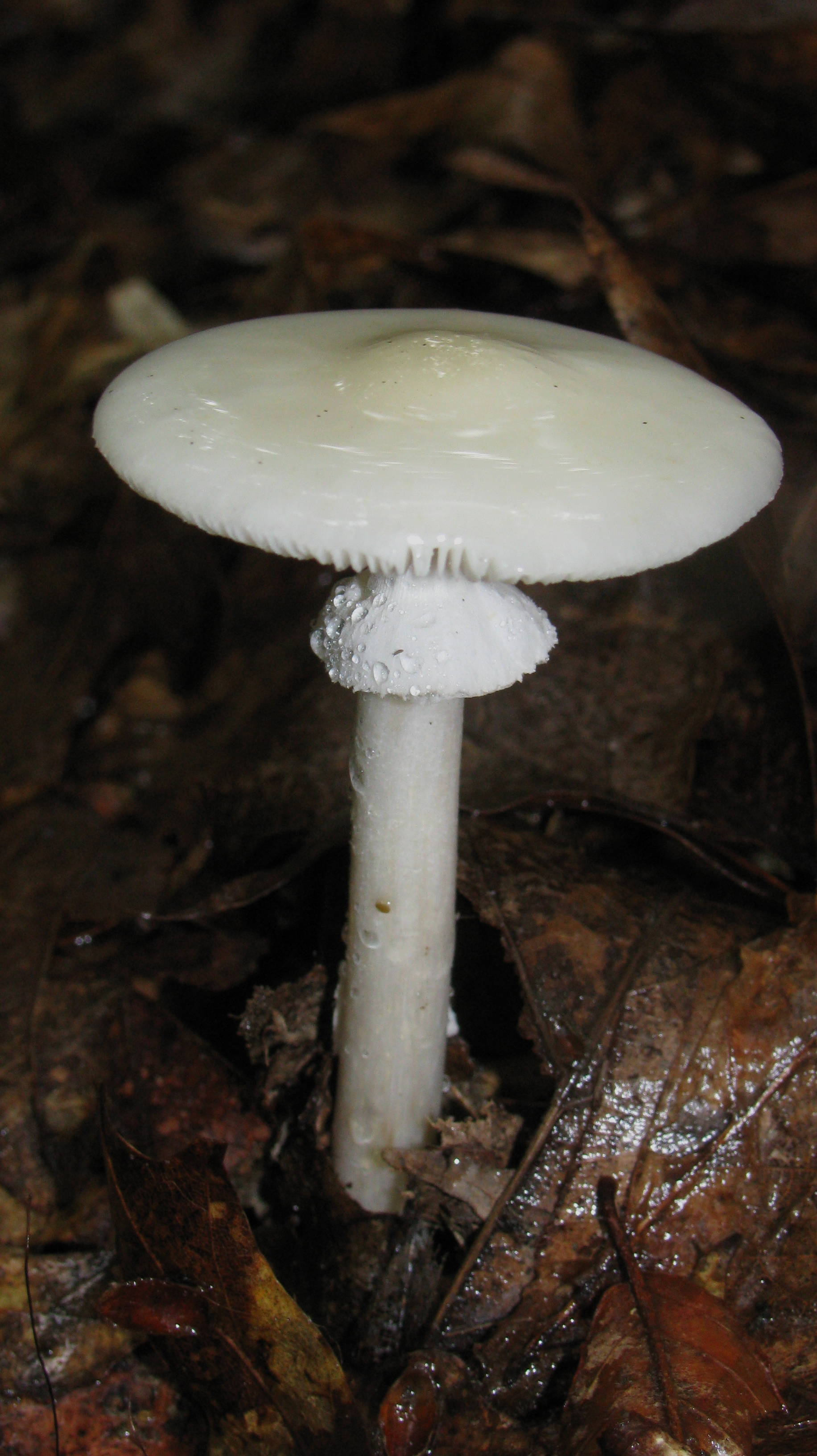
Amanita aestivalis
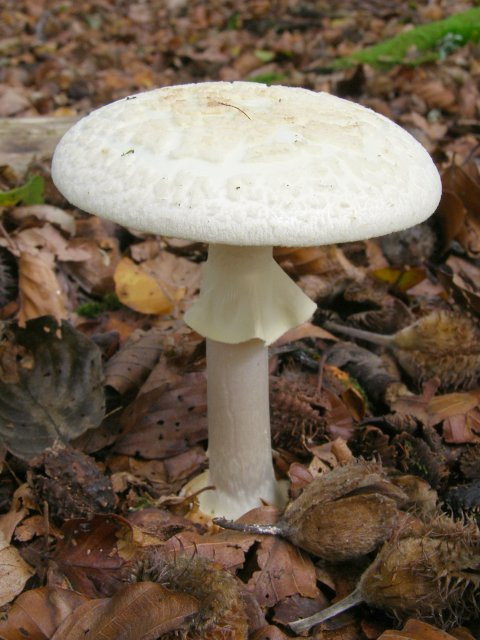
Amanita citrina
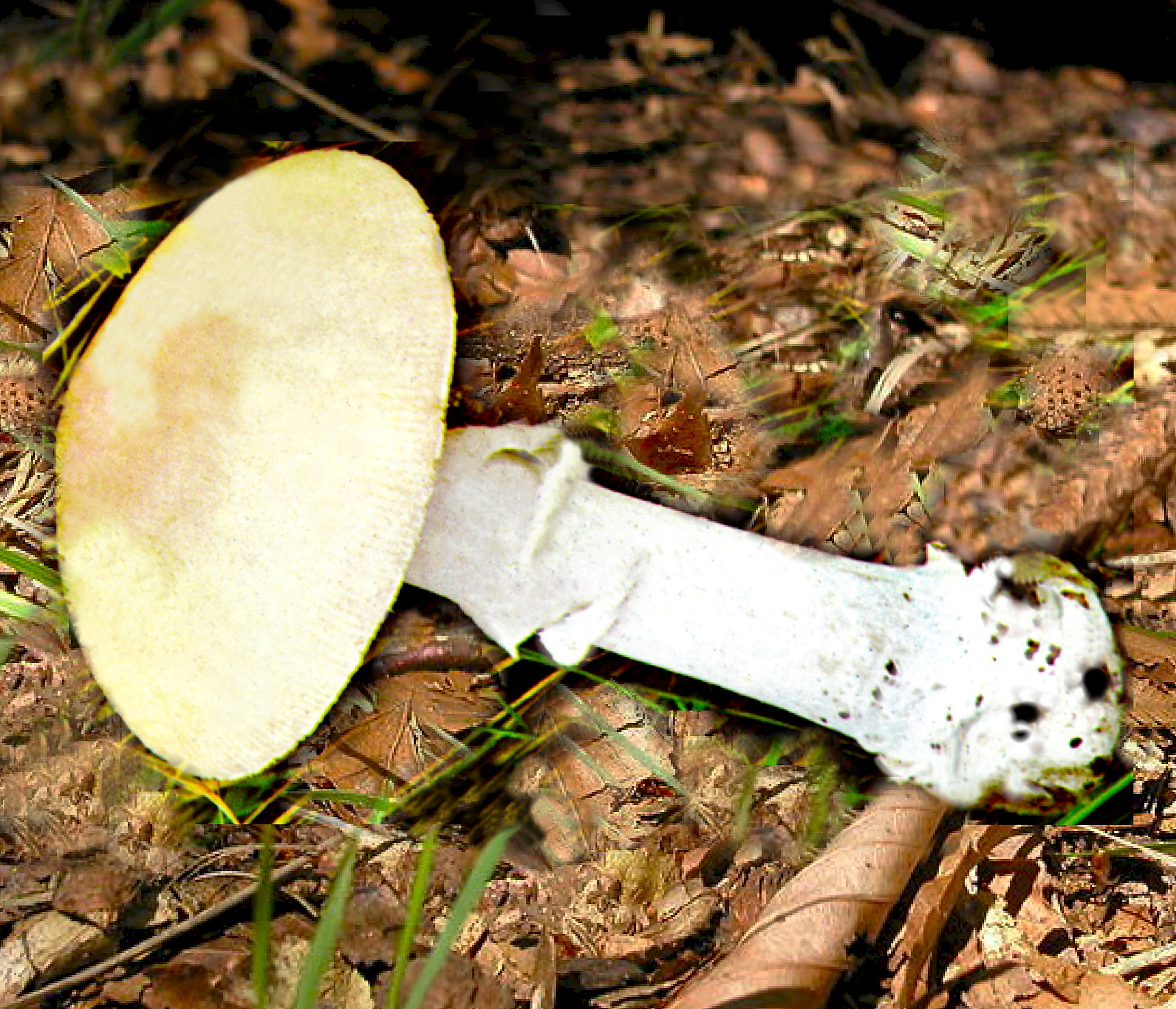
Amanita eliae
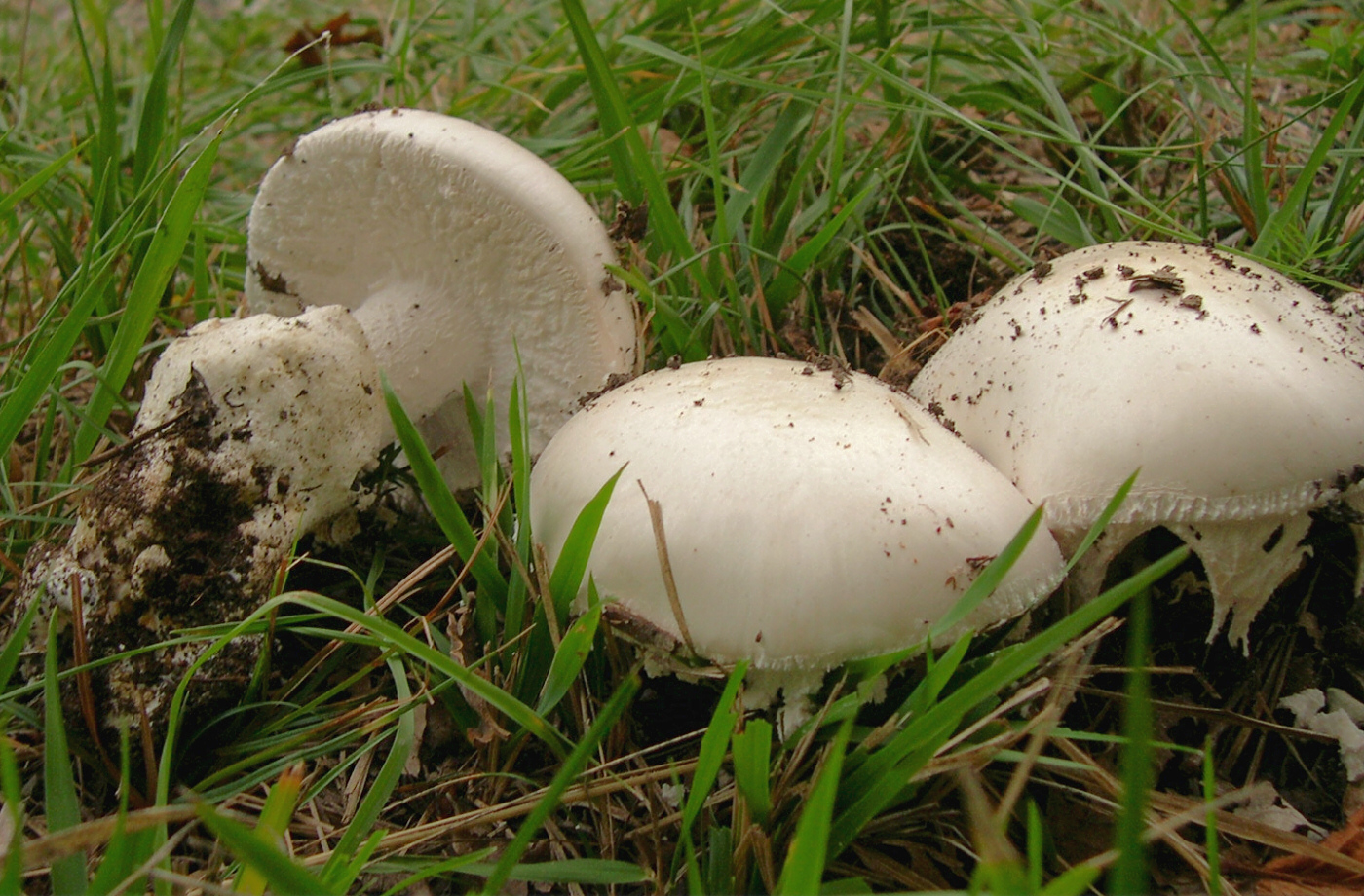
Amanita ovoidea
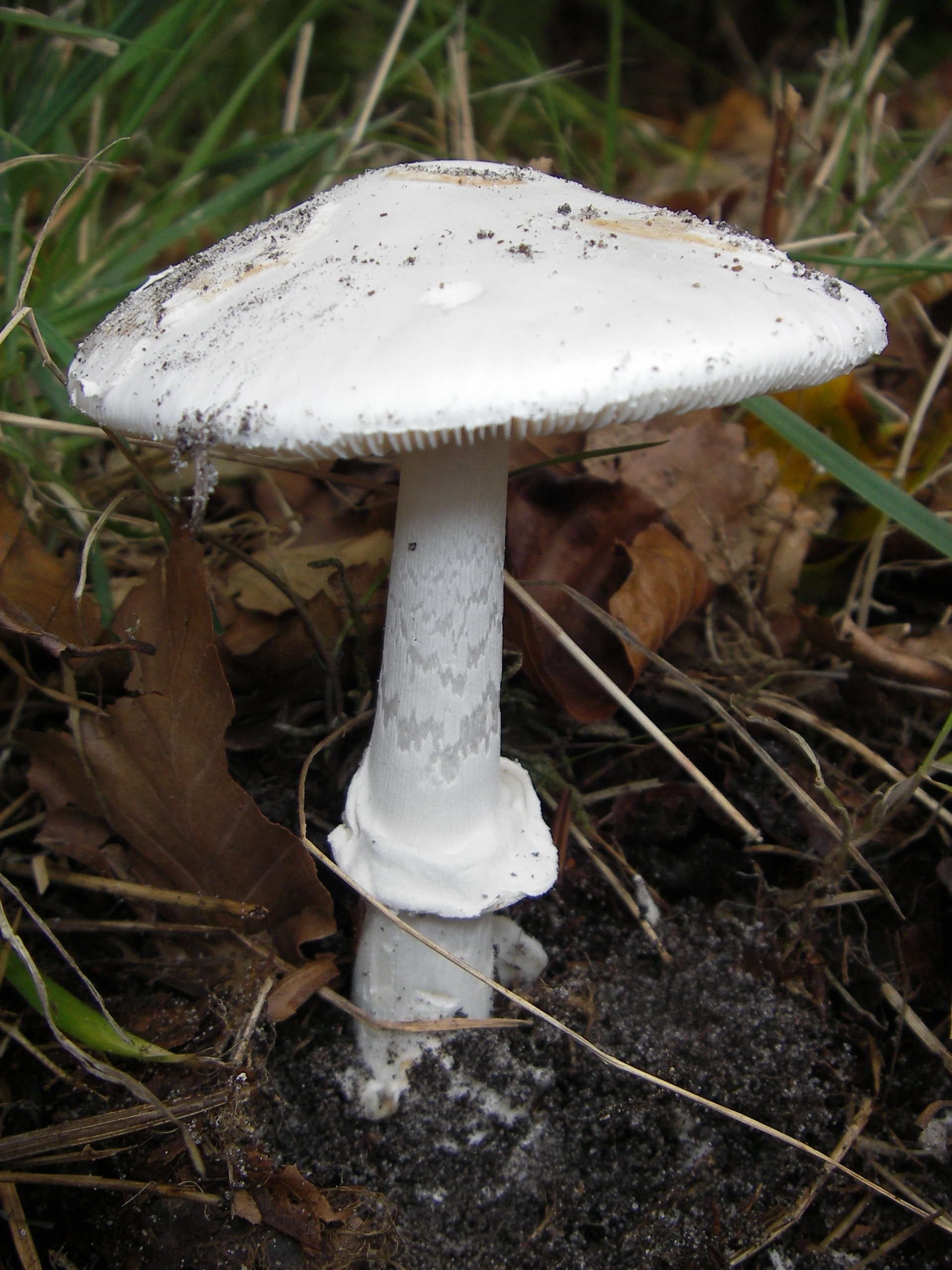
!!!Amanita phalloides!!!
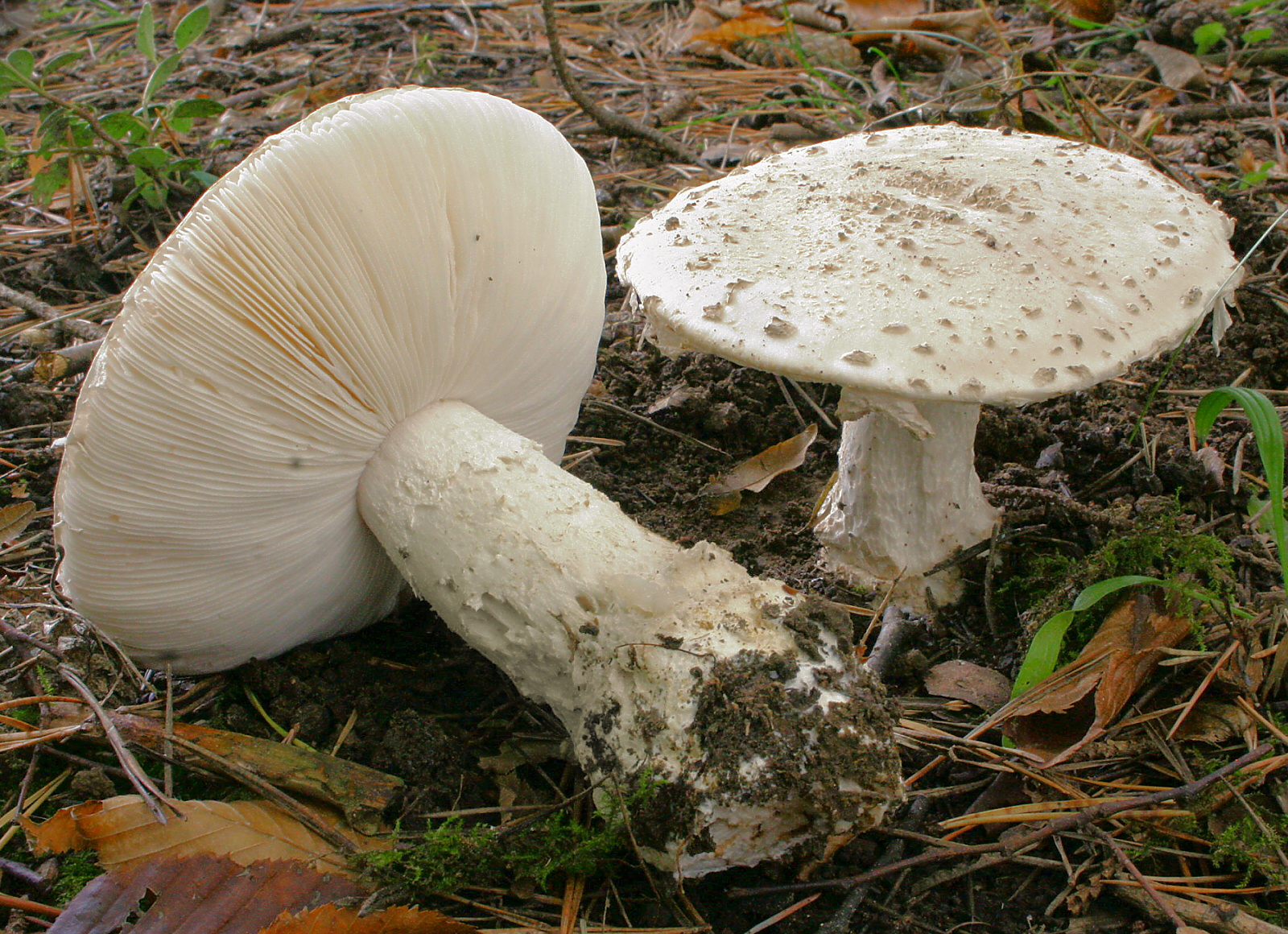
Amanita strobiliformis
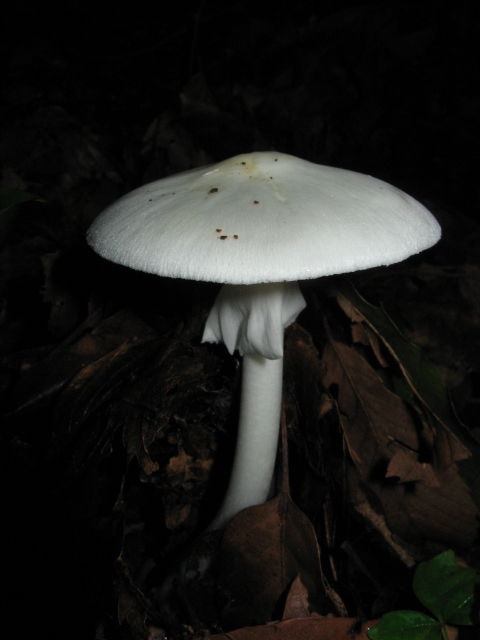
!!!Amanita verna!!!
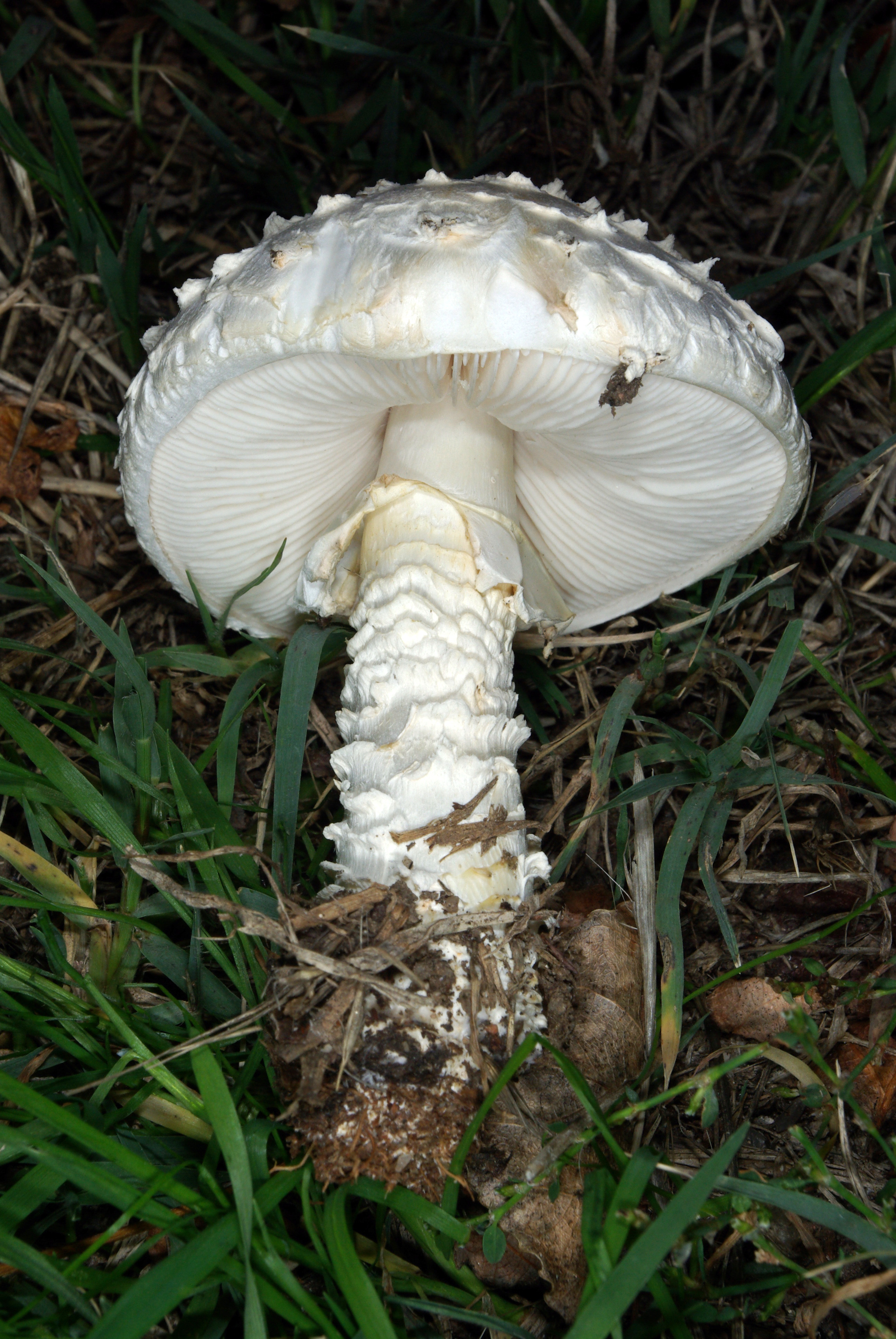
Amanita vittadinii
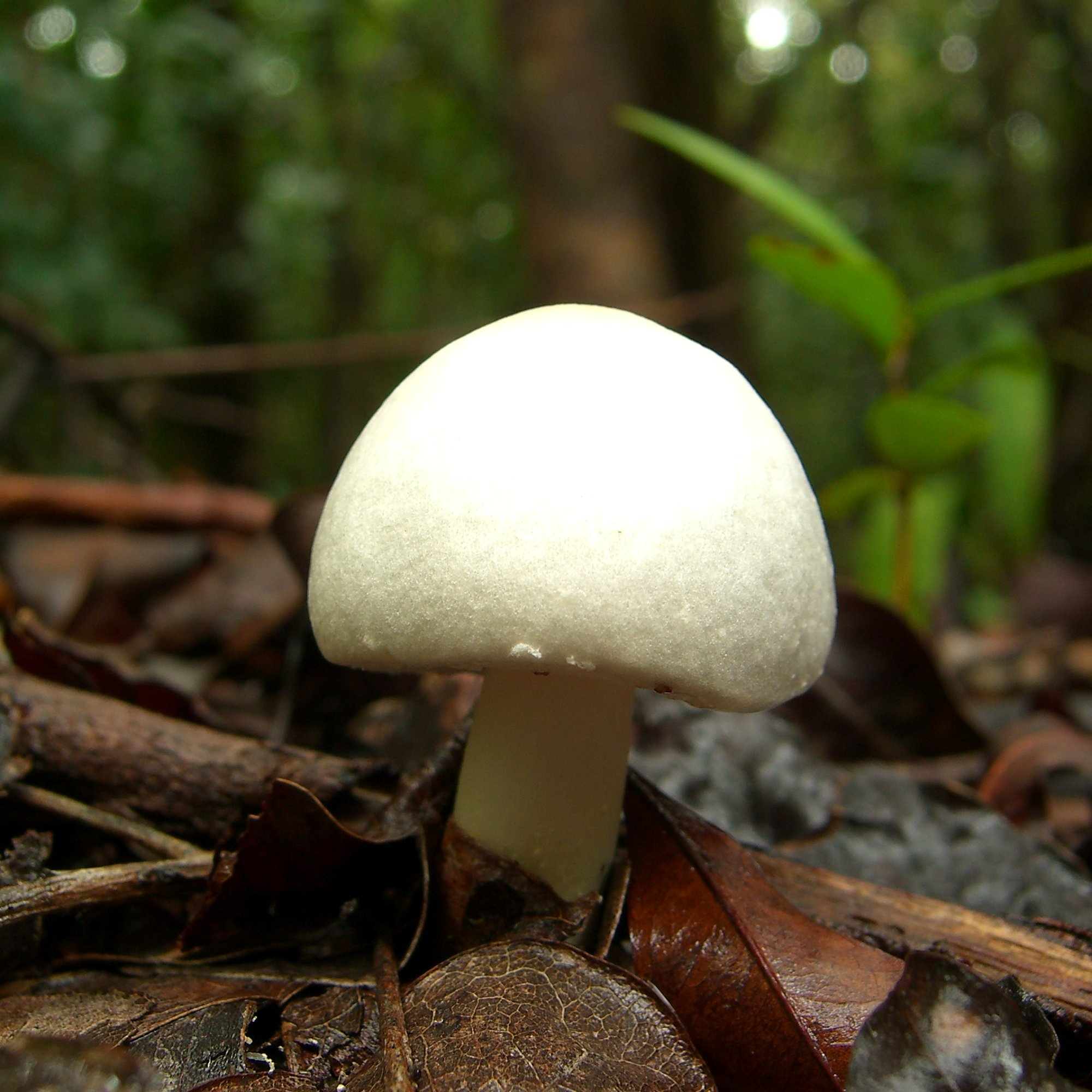
Agaricus abruptibulbus

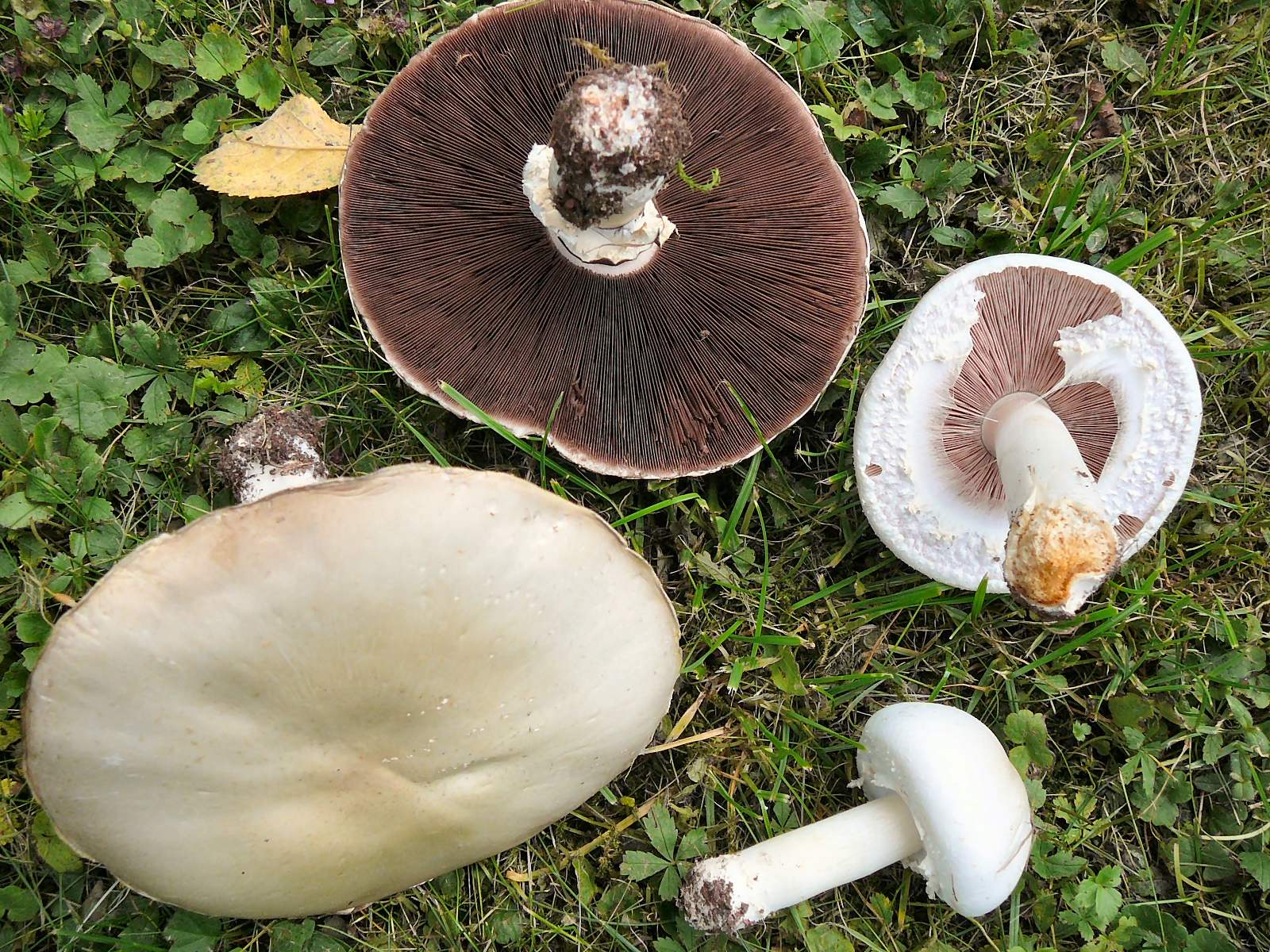
Agaricus arvensis
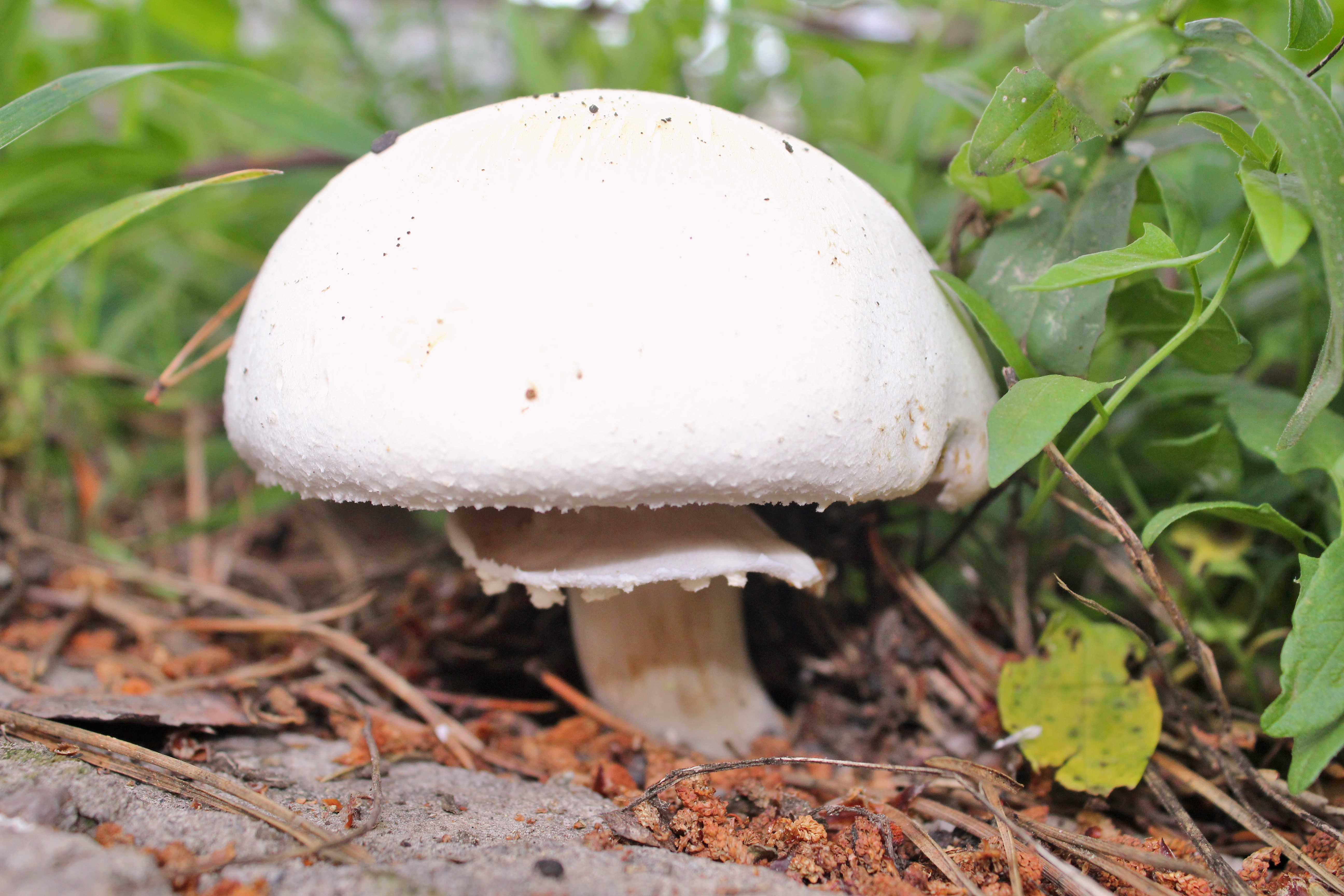
Agaricus campestris
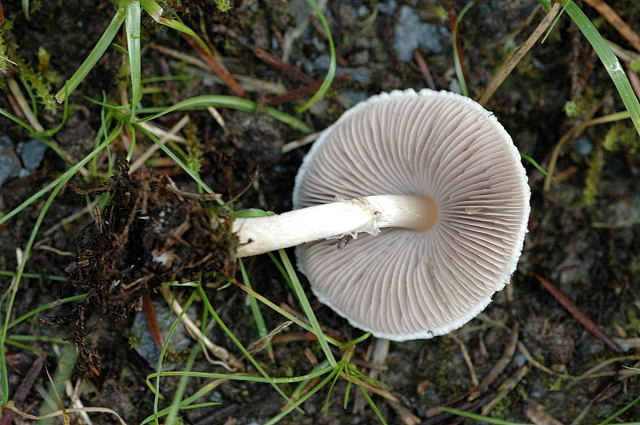
Agaricus semotus
Agaricus silvicola
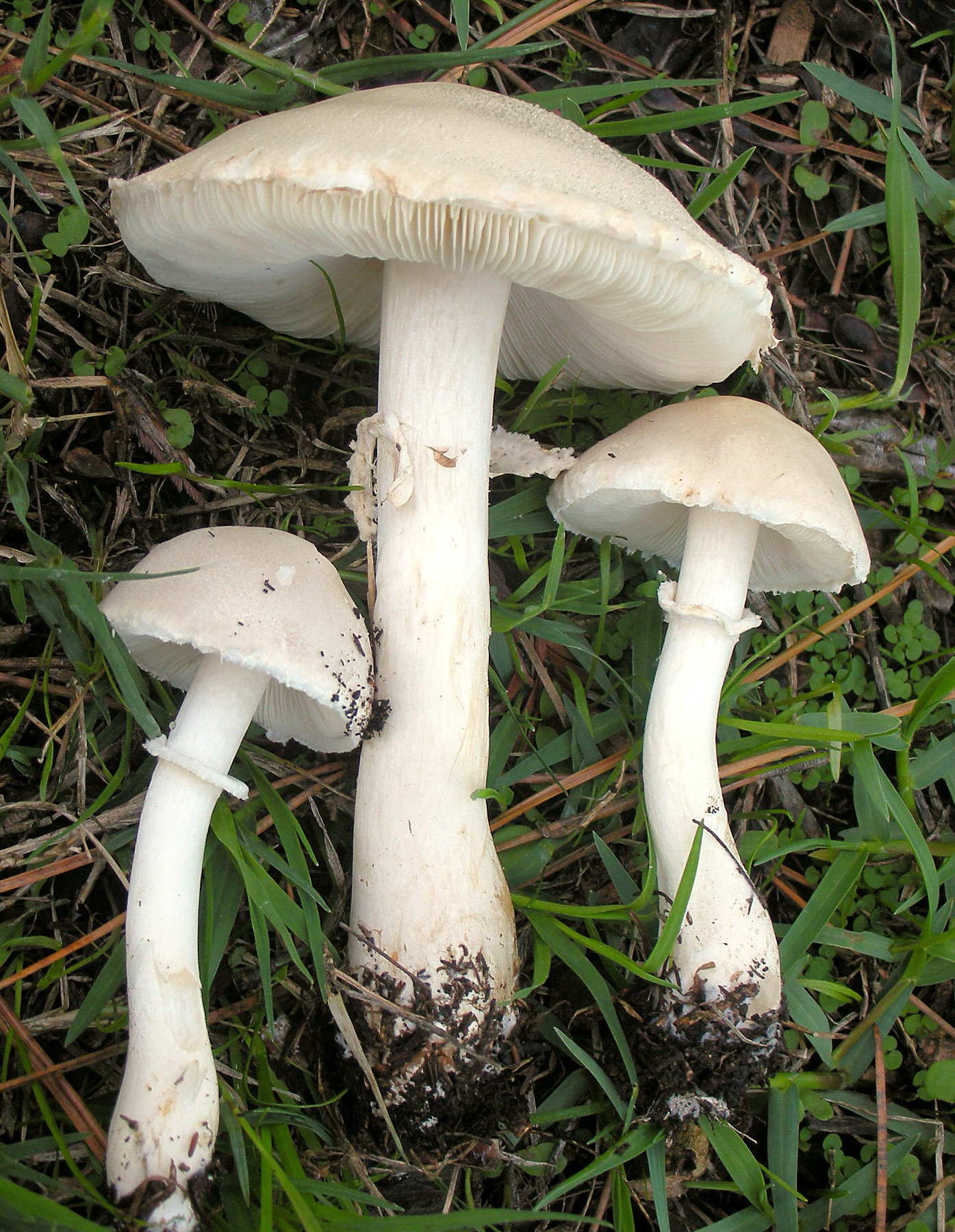
Leucoagaricus leucothites
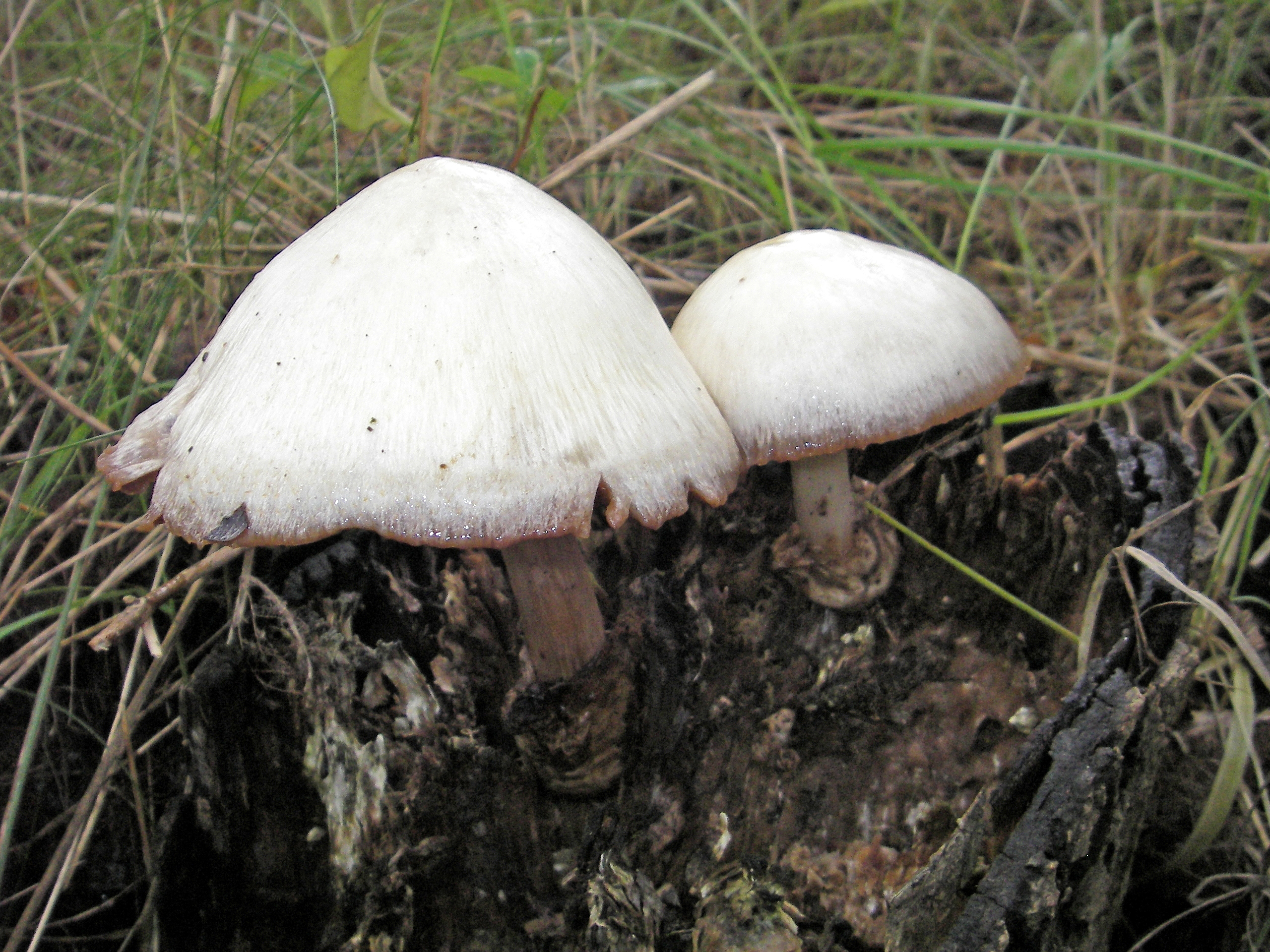
Volvariella bombycina
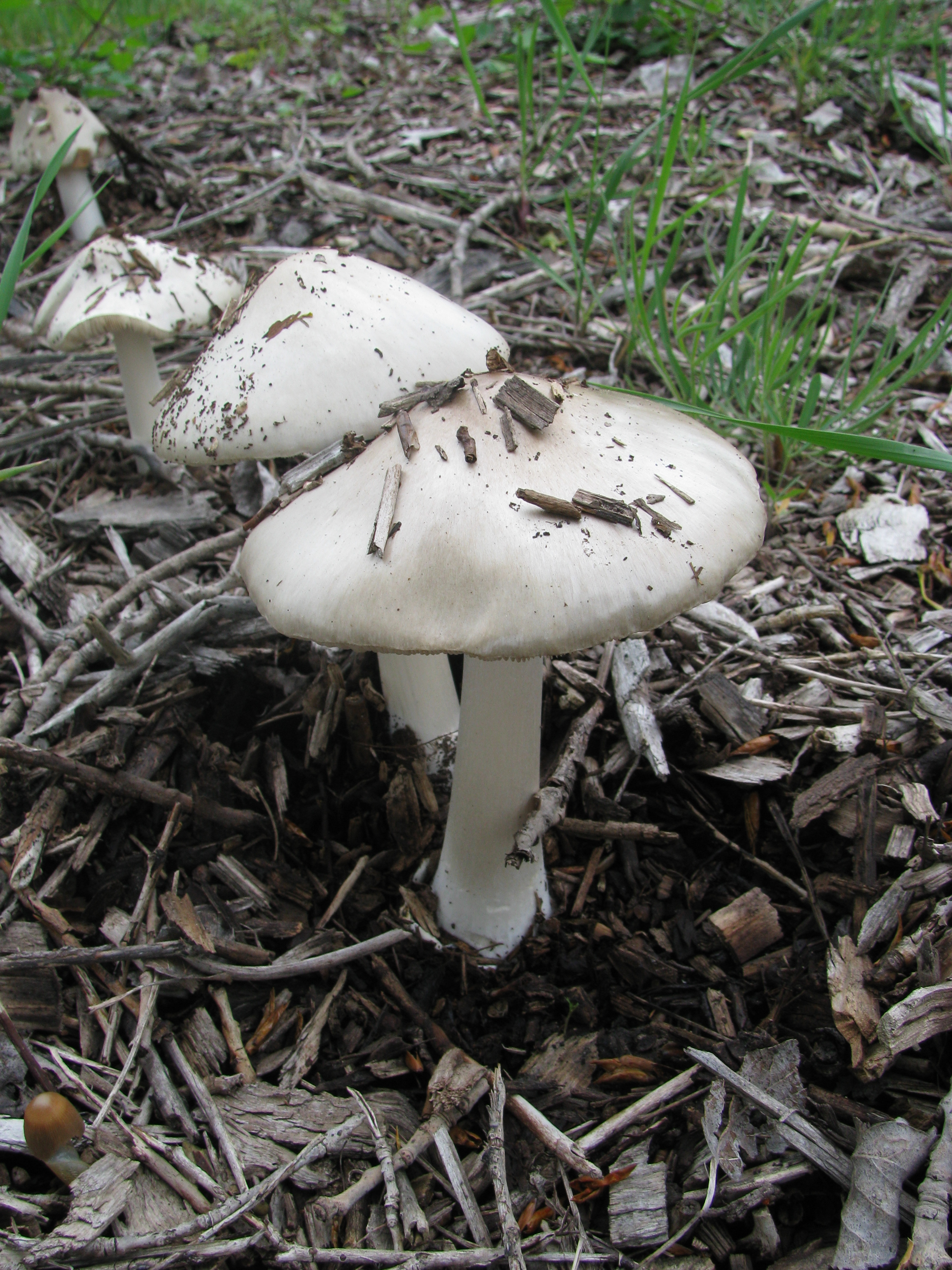
Volvariella speciosa
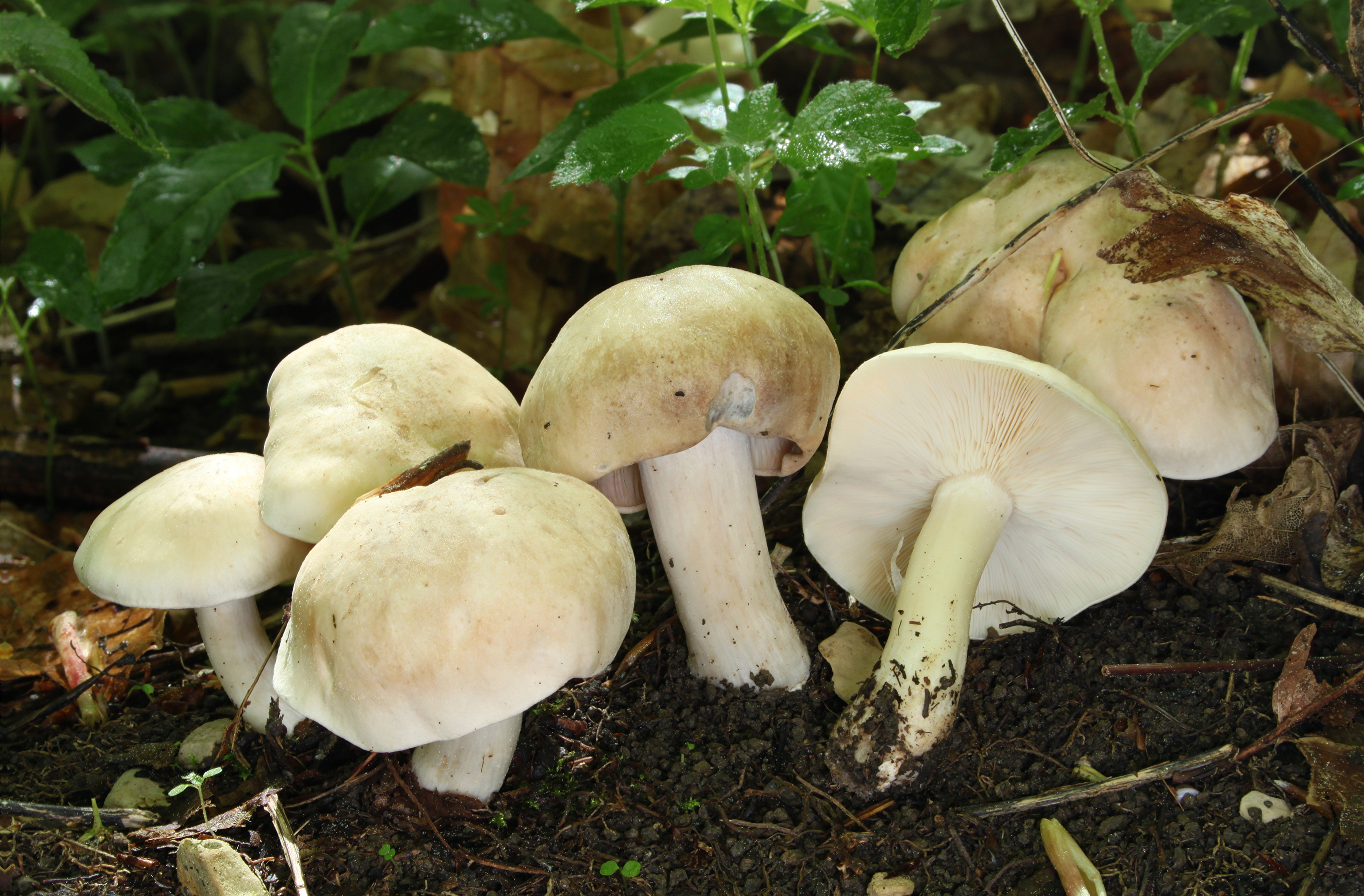
Calocybe gambosa

## Bibiliografie
- Marcel Bon: “Pareys Buch der Pilze”, Editura Kosmos, Halberstadt 2012, ISBN 978-3-440-13447-4
- J. Breitenbach, J. F. Kränzlin: „Pilze der Schweiz”, vol. 4: Blätterpilze, partea a 2-a, Editura Mycologia, Luzern 1995* H. Clémençon: „Pilze im Wandel der Jahreszeiten”, vol. 1 și 2, Editura Éditions Piantanida, Lausanne 1981
- Bruno Cetto, volumul 1, vezi note
- H. Clémençon: „Pilze im Wandel der Jahreszeiten”, vol. 1 și 2, Editura Éditions Piantanida, Lausanne 1981
- Rose Marie și Sabine Maria Dähncke: „700 Pilze in Farbfotos”, Editura AT Verlag, Aarau - Stuttgart 1979 și 1980, ISBN 3-85502-0450
- E. Horak: „Röhrlinge und Blätterpilze in Europa” Editura Elsevier GmbH, München 2005
- Hans E. Laux: „Der große Pilzführer, Editura Kosmos, Halberstadt 2001, ISBN 978-3-440-14530-2
- Gustav Lindau, Eberhard Ulbrich: „Die höheren Pilze, Basidiomycetes, mit Ausschluss der Brand- und Rostpilze”, Editura  J. Springer, Berlin 1928
- Csaba Locsmándi, Gizella Vasas: „Ghidul culegătorului de ciuperci”, Editura Casa, Cluj-Napoca 2013, ISBN 9786068527147, 192 p.
- Axel Meixner: „Chemische Farbreaktionen von Pilzen”, Editura J. Cramer, Lehre 1975
- Meinhard Michael Moser: „Röhrlinge und Blätterpilze - Kleine Kryptogamenflora Mitteleuropas”, ediția a 5-ea, vol. 2, Editura Gustav Fischer, Stuttgart 1983
- Antanamid, patentare, decizia Curții Superioare de Justiție RFG